# Homenaje a Delacroix
Homenaje a Delacroix (en francés, Hommage à Delacroix) es un cuadro del pintor francés Henri Fantin-Latour pintado en 1864, que se conserva en el Museo de Orsay de París. El cuadro es particularmente famoso por la presencia del poeta Charles Baudelaire (sentado a la extrema derecha), quien admiraba la obra de Delacroix.

## Descripción
En Homenaje a Delacroix se observa a diez personajes, pintores y escritores, agrupados junto a un retrato enmarcado de Eugène Delacroix, fallecido un año antes.
De izquierda a derecha están sentados Louis Edmond Duranty, el propio Fantin-Latour, Jules Champfleury y Charles Baudelaire. De pie, Louis Cordier, Alphonse Legros, James McNeill Whistler, Édouard Manet, Félix Bracquemond y Albert de Balleroy.

### Relación con otras obras
Es el primero de una serie de retratos en grupo. Se trata de cuatro obras dedicadas a artistas músicos, intelectuales y poetas notables de su época. Todos se encuentran en el Museo de Orsay.
El segundo de esa serie, Un taller en el Batignolles, es de 1870 y muestra un grupo representativo de artistas e intelectuales. El tercero, Un rincón de la mesa, es de 1872 y presenta a los poetas que el pintor admiraba. El cuarto, Alrededor del piano de 1885, es un retrato colectivo de músicos célebres.